# Megachile melancholica
Megachile melancholica är en biart som beskrevs av Jörgensen 1912. Megachile melancholica ingår i släktet tapetserarbin, och familjen buksamlarbin. Inga underarter finns listade i Catalogue of Life.